# Un cortado, historias de café
Un cortado, historias de café es una serie de televisión argentina, protagonizada por Héctor Calori, Andrea Ríos, Guido Gorgatti, Adrián Yospe y Guillermo Marcos, con guion de Leonardo Bechini y Adriana Tursi. Emitida por Canal 7 Argentina en los años 2001 y 2005-2006, la serie fue cancelada del 2002 al 2004.

## Sinopsis
Héctor tiene 48 años, es viudo y lleva adelante el bar que heredó de su padre. Héctor se enamoró de Andrea, una mujer de 40 años que llegó al bar buscando trabajo para mantener a sus dos hijos tras una separación. Ambos construyeron una relación amorosa que tiene sus vaivenes. El mozo más antiguo del bar es Pepe, un hombre de 80 años que pasó gran parte de su vida trabajando allí. El otro mozo es Ricky, un joven que empezó como lavacopas y que, poco a poco, fue ganándose un lugar. A su vez, Héctor tiene un amigo, Yayo, que trabaja cerca del bar como mecánico y que, además de ser habitué del lugar, es su confidente.
En el bar hay todo tipo de personajes: las personas que van todos los días al lugar y clientes que entran y salen. Y un cortado se detiene en las historias de cada uno de ellos.

## Protagonistas
- Héctor Calori (Héctor)
- Andrea Ríos (Andrea)
- Adrián Yospe (Ricky)
- Guido Gorgatti (Pepe)
- Guillermo Marcos

## Participaciones
- Martín Adjemián
- Pablo Alarcón
- Cristina Alberó
- María Alché
- Daniel Aráoz
- Silvina Acosta
- Mariana Arias
- Pachi Armas
- Fabio Aste
- Mónica Ayos
- Laura Azcurra
- Fabián Bagnato
- Rubén Ballester
- Emiliano Kaczka
- Marita Ballesteros
- Andrea Barbieri
- Emilio Bardi
- Jorge Barreiro
- Betiana Blum
- Ulises Dumont
- Amelia Bence
- Alejo Ortiz
- Gipsy Bonafina
- Andrea Bonelli
- Arturo Bonín
- Norman Briski
- Valeria Britos
- Vicky Buchino
- Mirta Busnelli
- Teresa Calandra
- María Fernanda Callejón
- Juan José Camero
- Ricardo Passano
- Duilio Marzio
- Lucrecia Capello
- Gloria Carrá
- Roco de Grazia
- Victoria Carreras
- Lisandro Carret
- Segundo Cernadas
- María Concepción César
- Anabel Cherubito
- Patricio Contreras
- Antonella Costa
- Alejandra da Passano
- Alejandra Darín
- Damián De Santo
- Julieta Díaz
- Emilio Disi
- Cecilia Dopazo
- Pablo Echarri
- Patricia Echegoyen
- Iván Espeche
- Sebastián Estevanez
- Oscar Ferreiro
- Malena Figó
- María Figueras
- María Fiorentino
- Corina Fonrouge
- Celina Font
- Cristina Fridman
- Claudio Gallardou
- Lucila Gandolfo
- Celeste García Satur
- Maxi Ghione
- Alejandro Gibeli
- Adela Gleijer
- Antonio Grimau
- Ana María Giunta
- Gustavo Guillén
- Miguel Habud
- Gonzalo Heredia
- Carlos Kaspar
- Luz Kerz
- Germán Kraus
- Daniel Lemes
- Juan Leyrado
- Enrique Liporace
- Azul Lombardía
- Silvina Luna
- Fernando Lúpiz
- Luis Luque
- Héctor Malamud
- Guillermo Marcos
- Cecilia Maresca
- Anahí Martella
- Emilia Mazer
- Claribel Medina
- Marcelo Melingo
- Esteban Meloni
- Laura Miller
- Marcelo Mininno
- Gustavo Monje
- Pepe Monje
- Magalí Moro
- Julieta Novarro
- Pepe Novoa
- Ana Padilla
- Haydée Padilla
- Flavia Palmiero
- Carolina Pampillo
- Salo Pasik
- Liliana Pécora
- Diego Peretti
- Guillermo Pfening
- Enrique Pinti
- Juan Ponce de León
- Agustina Posse
- Ariel Prieto
- Mariana Richaudeau
- Santiago Ríos
- Claudio Rissi
- Raúl Rizzo
- María Rojí
- Carlos Roffé
- Gigí Ruá
- Verónica Ruano
- Viviana Saez
- Adriana Salonia
- Christian Sancho
- Matías Santoianni
- Osvaldo Santoro
- Gabriela Sari
- Nicolás Scarpino
- Jorge Schubert
- Martín Seefeld
- Noemí Serantes
- Roly Serrano
- Coco Sily
- Martín Slipak
- Patricia Sosa
- Rita Terranova
- Fabián Vena
- Coni Vera
- Atilio Veronelli
- Mónica Villa
- Chunchuna Villafañe
- Marina Vollman
- Deborah Warren
- Fito Yanelli
- Maite Zumelzú

## Premios y nominaciones
| Premio                     | Categoría                      | Nominados                     | Resultado |
| -------------------------- | ------------------------------ | ----------------------------- | --------- |
| Premios Martín Fierro 2001 | "Mejor unitario y/o miniserie" | Un cortado, historias de café | Nominado  |